# Herbert Malecha
Herbert Malecha (* 27. August 1927 in Ratibor, Oberschlesien; † 8. April 2011 in Schwäbisch Hall) war ein deutscher Gymnasialprofessor und Schriftsteller. Er ist bekannt durch seine im Dezember 1954 erschienene Kurzgeschichte Die Probe, die als eine klassische Kurzgeschichte gilt.

## Leben
Herbert Malecha wurde im oberschlesischen Ratibor geboren. Sein Vater, ein Polizeibeamter, wurde nach Berlin versetzt, wo Malecha zunächst in die Schule ging. Die Familie kehrte noch vor 1939 nach Ratibor zurück und Herbert Malecha wurde 1943 als 15-jähriger Luftwaffenhelfer. Im Oktober 1944 kam er in den Reichsarbeitsdienst und wurde noch im selben Jahr Wehrmachtssoldat an der Ostfront.
Nach dem Krieg führte Malecha ein unstetes Leben, arbeitete zeitweise als Land-, Bau- und Fabrikarbeiter, als Bibliothekar, Handelsvertreter und in anderen Berufen. Sesshaft wurde er in Württemberg, wo er 1947 das Abitur ablegte. Im Anschluss absolvierte Malecha bis 1953 ein Studium an der Eberhard Karls Universität Tübingen. Nach seinem Referendariat wurde er 1955 Studienassessor in Schwäbisch Hall.
Seine bekannten Kurzgeschichten sind: Die Probe, die Ende 1954 erschien, sowie Prohaske und das große Leben, die er im März 1956 publizierte. Im Jahr 1962 erschien sein Buch Moderne Lyrik – eine Anthologie für den Schulgebrauch und er wurde zum Gymnasialprofessor ernannt. Während seiner pädagogischen Tätigkeit war er zudem als Gutachter für Lehrbücher und als Berater für den Ernst Klett Verlag tätig, musste sich wegen Krankheit jedoch vorzeitig pensionieren lassen.
In seiner Freizeit war Malecha jahrzehntelang stellvertretender Vorsitzender des Kuratoriums der Freilichtspiele Schwäbisch Hall.
Herbert Malecha verstarb in Schwäbisch Hall und wurde auf dem Waldfriedhof neben seiner Frau am 14. April 2011 beigesetzt.

## Schriften
- Die Probe. 1954.
- Prohaske und das große Leben. 1956.
- Moderne Lyrik – eine Anthologie für den Schulgebrauch. 1962. 4. Auflage: Diesterweg Verlag, Frankfurt 1971, ISBN 978-3-425-06302-7.